# Álvaro Cueva
Álvaro Cueva (Monterrey, Nuevo León, 29 de enero de 1968) es un crítico y periodista de la televisión mexicano.

## Vida
Álvaro Cueva nació en Monterrey el 29 de enero de 1968. Creció con un hermano y una hermana pero cuando era niño pasaba mucho tiempo solo porque sus padres tenían que trabajar. Decía que amaba la televisión desde que era bebé. Él creció con ella, incluyendo el hecho de que veía telenovelas no aptas para un niño. Cuando le preguntaron qué quería ser cuando fuese grande su respuesta fue "hacer televisión" 
Recibió una beca para asistir al Instituto Tecnológico y de Estudios Superiores de Monterrey en Monterrey, de 1984 a 1988, se graduó con una licenciatura en comunicaciones. Estudió con maestros como José Antonio Alcaraz, Emmanuel Carballo, Héctor Anaya, Jesús González Dávila, Ethel Krauze, Luis Reyes de la Maza, José María Fernández Unsain, Gerardo de la Torre, Silvia Molina y Arrigo Cohen. También tomó cursos y seminarios con el Colegio de la Frontera Norte 1990-1991 y con la Sociedad General de Escritores de México 1991-1993.
Desde su graduación ha tenido una carrera en la impresión y difusión, sobre todo en la Ciudad de México.

## Carrera

### Crítica
El papel principal de Cueva es la de un crítico de televisión. No tiene ninguna preferencia entre televisión abierta y por cable y dice que "experimenta la televisión de todos los lados.” Él tiene un "ejército" de grabadores para espectáculos para que pueda ver y criticarlos. Sin embargo, él cree que la televisión en México está en declive, culpando gran parte de esto en el comercialismo de las dos redes principales en México, Televisa y TV Azteca, quien dice impiden la realización de la televisión de calidad en favor de hacer dinero. Tiene la esperanza de que un día, la producción de televisión será valorado y preservado como lo es la producción de cine.

### Publicaciones
El trabajo de Cueva comenzó a aparecer en publicaciones universitarias ya en 1982. Sin embargo en ese momento, la mayoría de los periódicos no querían críticas televisivas por lo que tenía que escribir sobre películas. Esto a la larga cambió y mientras escribe principalmente sobre la televisión, también escribe sobre medios de comunicación y del espectáculo, así como análisis político y social. Ha escrito más de 3.000 artículos en más de treinta publicaciones profesionalmente desde 1987. A pesar de que trabaja en ambos medios de comunicación impresos y electrónicos, prefiere escribir sobre aparecer en la televisión.
Después de un poco de persuasión, Cueva finalmente convenció a los  El Norte y Reforma periódicos para hacerle escribir sobre la televisión en una columna llamada Lágrimas de cocodrilo y más tarde con Corre Videotape. Sin embargo, él estaba obligado a publicar bajo el seudónimo de "TV Adicto". Esto continuó hasta 1997, cuando dejó de trabajar en el programa de televisión Ventaneando de TV Azteca. Sin embargo, Reforma continuó publicando las columnas con el mismo seudónimo, pero con un escritor diferente.
El paso por TV Azteca no duró mucho y en el mismo año Cueva renunció en mal estado de salud física y financiera. No se puede obtener el trabajo a tiempo completo, él utilizó su formación empresarial de sus días en la universidad para empezar a escribir freelance. Él vendería sus columnas para el que quiera comprarlos y, finalmente, comenzó a tener éxito regular con el Diario de Monterrey, (más tarde convertirse en Milenio) con sus columnas que aparecen en Monterrey y Ciudad de México, lo que le permitió publicar bajo su propio nombre. Él continúa como periodista de Milenio con una columna diaria. pero su trabajo también aparece en otro periódico en columnas con nombres tales como "'El Pozo de los Deseos Reprimidos' ',' 'Ojo por Ojo' ',' 'Columna higene Mental' ',' 'Archivo Cueva' ',' 'El Mundo de Álvaro Cueva  y más. Él también publica regularmente en revistas como Telemundo, estilo Negocios y Onexpo.
Desde finales de 1990, ha publicado varios libros. Su primer libro fue  Lágrimas de cocodrilo, Historia mínima de Las telenovelas en México '", publicado en 1998. Este libro ganó un Galardón de Honor en 1999. Su siguiente libro sería Sangre de mi Sangre, verdades de las telenovelas en América Latina, publicado en 2001 acerca del fenómeno de las telenovelas en América Latina. En 2005, Álvaro Cueva presenta Telenovelas de México fue publicado, el primer diccionario dedicado al tema. Cubre más de 872 telenovelas y contiene más de 500 fotografías. Fue publicado como una serie de revistas en lugar de en formato de libro. Esto fue seguido por 50 Años de Gloria' 'sobre la historia de la televisión en Nuevo León y el resto de México que fue publicado en 2009. Además, Cuevas ha colaborado con otros tres libros con otros autores:  El gran Libro de las telenovelas ,  Crónicas de Pasión  y  La indiscreta, 10 años de Ventaneando .
Aunque su escritura es sobre todo crítica, ha escrito algunas obras de creación para televisión y cine. Estos incluyen guiones para programas especiales de televisión como "Momentos párrafo no olvidar" para el 55 aniversario de la televisión mexicana en 2005, así como dos relacionados con las telenovelas en 1998 y 1999, así como algunos de los guiones de Ventaneando cuando estaba con ellos en 1997. Escribió el guion de una telenovela llamada Rivales Por Accidente de TV Azteca en 1997, así como guiones para programas de radio, tales como Páginas de la Vidas de Radio Educación en 1996 Además, escribió tres guiones de cine: "Mishi, el ocaso de la Esperanza" en 1992, "Vamos a danzar" un documental sobre pre danza hispana y "Luz a ratos2 un cortometraje en 1996.

### Televisión y radio
Su primera experiencia en el trabajo en la televisión se estaba convirtiendo en una serie coanfitrión en un espectáculo de entretenimiento llamado Ventaneando en 1997. Aunque esto le permitió usar su nombre real por primera vez en relación con sus críticas a la televisión, su papel principal era el de un ancla en su mayoría dedicado a los chismes, que no le gustaba. El estrés de la experiencia afectó su salud y mientras que la temporada pagaba bien, pasó la mayor parte de ella en médicos y medicamentos. En el mismo año, se decidió a presentar su renuncia a Pati Chapoy, jefe de la serie. Luego salió de Monterrey y se dirigió a la Ciudad de México en bancarrota y en mal estado de salud.
A pesar de la mala experiencia y su preferencia por escrito, Cueva todavía aparece en la emisión, tanto en la televisión y la radio. De 1999 a 2000 apareció ocasionalmente en Televisa como crítico. En 2002 él hizo apariciones en un espectáculo llamado El Pozo del CNI. De 2004 a 2006 él apareció regularmente en Canal 22. De 2005 a 2008 él apareció regularmente en Canal 52MX en la red de cable MVS. También en 2006, comenzó a aparecer regularmente en el programa de "Alta Definición" en Proyecto 40, que él mismo creó y se mantuvo al aire del sábado 9 de septiembre de 2006 hasta el sábado 15 de octubre de 2016. El sábado 22 de Octubre del mismo año, después de poco más de 10 años de transmisiones de Alta Definición por Proyecto 40 de TV Azteca; el crítico de TV anunció en un vídeo subido a redes sociales con profunda tristeza que renunció a Alta Definición y a Proyecto 40 sin dar más detalles. Meses después, anunció en redes sociales su regreso al canal ADN 40 (antes Proyecto 40) y también el regreso de Alta Definición el cual ocurrió el domingo 11 de junio de 2017 y se mantuvo al aire hasta el domingo 5 de abril de 2020 tras casi 3 años al aire (casi 14 años de transmisiones) debido a la recesión económica provocada por la pandemia del COVID-19. También fue conductor del programa Sólo X Hoy transmitido por el canal de TV: Heraldo TV, el cual inició transmisiones el lunes 1° de junio del 2020 y se mantuvo al aire hasta el sábado 12 de marzo de 2022 tras casi 2 años al aire. También ha hecho apariciones especiales en TV Azteca para dar comentarios sobre el programa de televisión  "Lost" en 2006.
También hizo presentaciones en estaciones de radio como MVS Radio, Radio Fórmula, Multimedios Radio de Monterrey, Radio Educación,  XEW, Radio 13 y ACIR.

### Otras Actividades
Además de su trabajo en los medios de comunicación, ha tenido otras actividades, también relacionada estrechamente con su trabajo como crítico de televisión. Se ha desempeñado como juez en diversos festivales y eventos de televisión, como en la Academia Internacional de Artes y Ciencias de la Televisión, el Festival y Mercado de la Telenovela en Iberoamérica, el Festival Pantalla de Cristal y el Festival de Vídeo Universitario en Venezuela. Ha impartido múltiples seminarios y talleres en el periodismo en México y América Central y ha impartido clases en la Universidad Regiomontana (1989 - 1990) y el Centro de Capacitación de Escritores de Televisa (2009). En 2006 fundó Álvaro Cueva Presenta  Súper TV  una revista sobre televisión.